# Intersecția de autostrăzi Hermsdorfer Kreuz

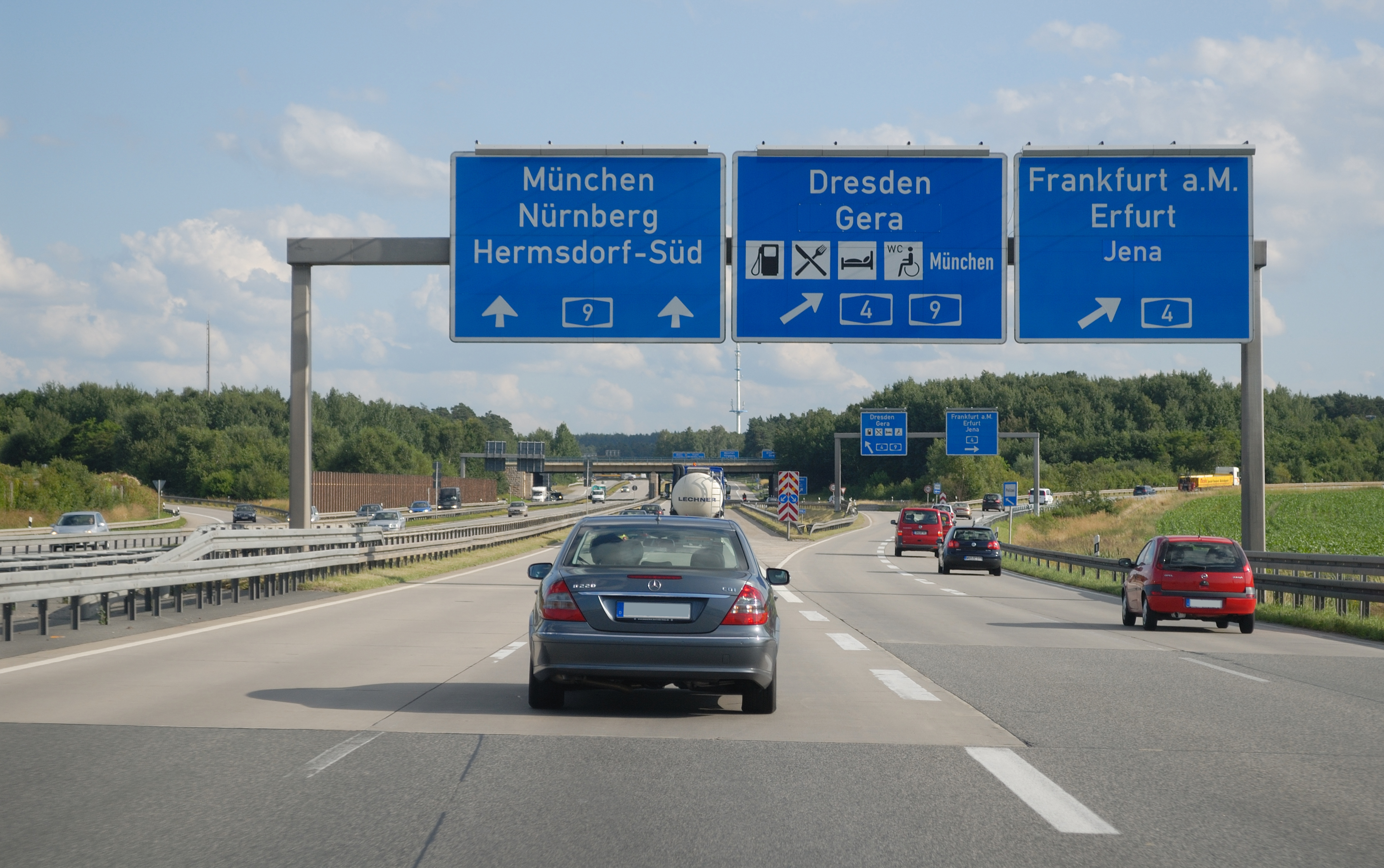
Vedere de pe A 9 dinspre nord

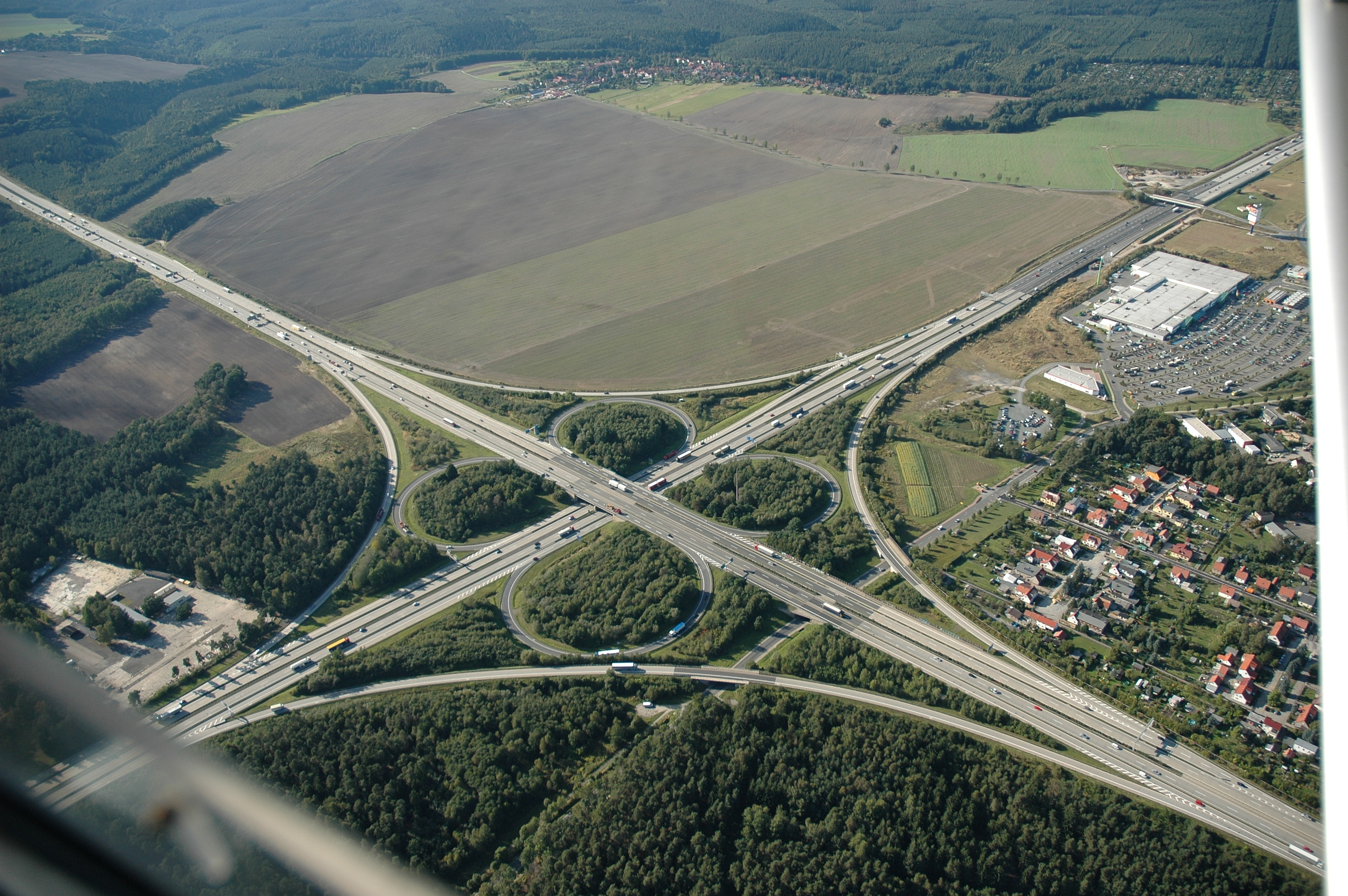
Hermsdorfer Kreuz din perspectiva unei păsări (2008)

Intersecția de autostrăzi Hermsdorfer Kreuz (în germană Hermsdorfer Kreuz) este o intersecție de autostrăzi din estul Turingiei, situat în apropiere de Gera. Aici se intersectează autostrăzile A 4 (Aachen – Eisenach – Görlitz), (E 40) și A 9 (Berlin – Leipzig – München), (E 49, E 51).

## Geografie
Intersecția este situată în zona Schleifreisen din districtul Saale-Holzland-Kreis. Orașele și comunitățile din jur sunt Hermsdorf și Reichenbach. Este situat la aproximativ 60 km sud-vest de Leipzig, la aproximativ 60 km est de Erfurt și la aproximativ 75 km vest de Chemnitz.
Reprezintă un important nod de trafic deoarece are rute importante nord-sud (Berlin – München – Austria/Innsbruck pe A 9) și vest-est (Belgia/Leuven – Olanda/Maastricht – Köln – Polonia/Wroclaw pe A 4), axe care le unește.
Hermsdorfer Kreuz are numărul 56a pe A 4 și numărul 24 pe A 9.

## Istoric
Intersecția există în forma sa de bază actuală din decembrie 1936. A fost construit ca parte a realizării conexiunii continue de autostradă între capitala Reich-ului Berlin și München. Acest lucru face din Hermsdorfer Kreuz a doua cea mai veche intersecție de autostradă din Germania după Schkeuditzer Kreuz. La doi kilometri vest de Hermsdorfer Kreuz, Podul Teufelstal a fost construit tot în 1938, unul dintre cele mai mari poduri cu arc din beton armat din Europa la acea vreme.
În jur de 15.000 de vehicule foloseau intersecția în fiecare zi în 1989; după reunificarea Germaniei, acest număr s-a triplat.

### Renovare în anii 1990
Din 1989 până în 1992, Hermsdorfer Kreuz a fost reconstruit astfel încât să îndeplinească cerințele unui nod european de transport la acea vreme. Lucrările de renovare au costat 190 de milioane de mărci germane și au fost declarate finalizate cu un an înainte de finalizarea planificată inițial.
Au fost construite trei poduri noi de autostradă și o barieră de zgomot lungă de 2,5 kilometri și a fost modernizată un total de 24 de kilometri lungime de autostradă. IA Hermsdorfer Kreuz astfel reconstruit a fost deschis traficului pe 15 decembrie 1992.

### Modificare și extindere
După renovarea din 1992, din 2010 era așteptată o nouă renovare. Din 2010, urmau să se efectueze lucrări de construcție care pe lângă adaptarea rampelor de legătură, au avut în vedere și extinderea căilor carosabile principale la trei benzi pe sens. De asemenea, s-a prevăzut reducerea fluxului de trafic dinspre Erfurt spre Berlin și München, deoarece pe A 4 se observă adesea ambuteiaje majore din cauza traficului intens de pe A 9. În acest scop, noua intersecție va fi prevăzută cu o nouă rampă semi-directă, care va fi proiectată cu două benzi, din direcția Erfurt spre Berlin.
În decembrie 2010 s-a anunțat că extinderea va fi amânată până la sfârșitul anului 2014/începutul anului 2015. Motivul a fost un pod suplimentar pentru pietoni și bicicliști care a fost inclus în lucrările de renovare. Costurile totale ar trebui să se ridice la 43 de milioane de euro. La începutul anului 2016 s-a anunțat că această construcția nu va începe până în 2026 cel mai devreme[6] și se preconizează o perioadă de construcție de trei ani.[7]